# 695 Bella
A 695 Bella (ideiglenes jelöléssel 1909 JB) a Naprendszer kisbolygóövében található aszteroida. Joel Hastings Metcalf fedezte fel 1909. november 7-én.